# Исторический центр Братиславы
Исторический центр Братиславы (словац. Historické centrum Bratislavy) — историческая часть Братиславы, городской район Старе-Место (старый город). Обычно в понятие «исторический центр Братиславы» включают Братиславский замок, Подградье (посад, призамковую часть) и так называемый внутренний город. Братиславский Замок, однако, иногда не входит в понятие исторического центра, зато к этому понятию иногда причисляют территорию, расположенную в непосредственной близости (например, набережную Дуная, исторические предместья), так как для этой территории также характерна историческая застройка. Исторический центр в 1954 году объявлен городской заповедной зоной.
Здесь находится самая узкая улица в Братиславе — Baštová (Баштова, Бастионная).